# 十和利山
十和利山（とわりさん）は、青森県十和田市・新郷村と秋田県鹿角市との境界に位置する山である。
読み方について「とわりやま」という表記も見受けられるが、地元・付近住民からの呼び名は「とわりさん」である。

## 概要
標高990.9m。十和田湖の南東に位置し、同湖を取り囲む外輪山の一つである。また、山頂が上記3市村の境界となっている。戸来岳、十和田山とともに十和田三山をなす。
山頂からは、十和田湖及び周辺の山々、また田代平などの広大な牧場群が眺望できる。また、山麓一帯が「迷ヶ平自然休養林」になっており、売店には山菜など季節の食材や山野草が販売されている。

## 伝説
十和利山は、酒井勝軍によって葦嶽山に続き、第2の「日本のピラミッド」として認定されている。酒井の友人だった日本画家の烏谷幡山は酒井に故郷の山を紹介していた。また、竹内巨麿は、十和利山は「五万年前に作られた日本最古のピラミッド」だとしている。『竹内文書』によれば、十和利山の麓にかつて華麗な都が栄えていたという。

## ギャラリー

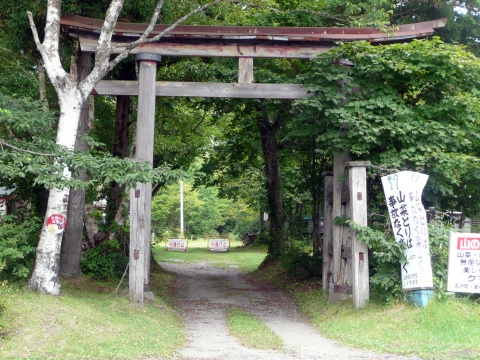
登山口
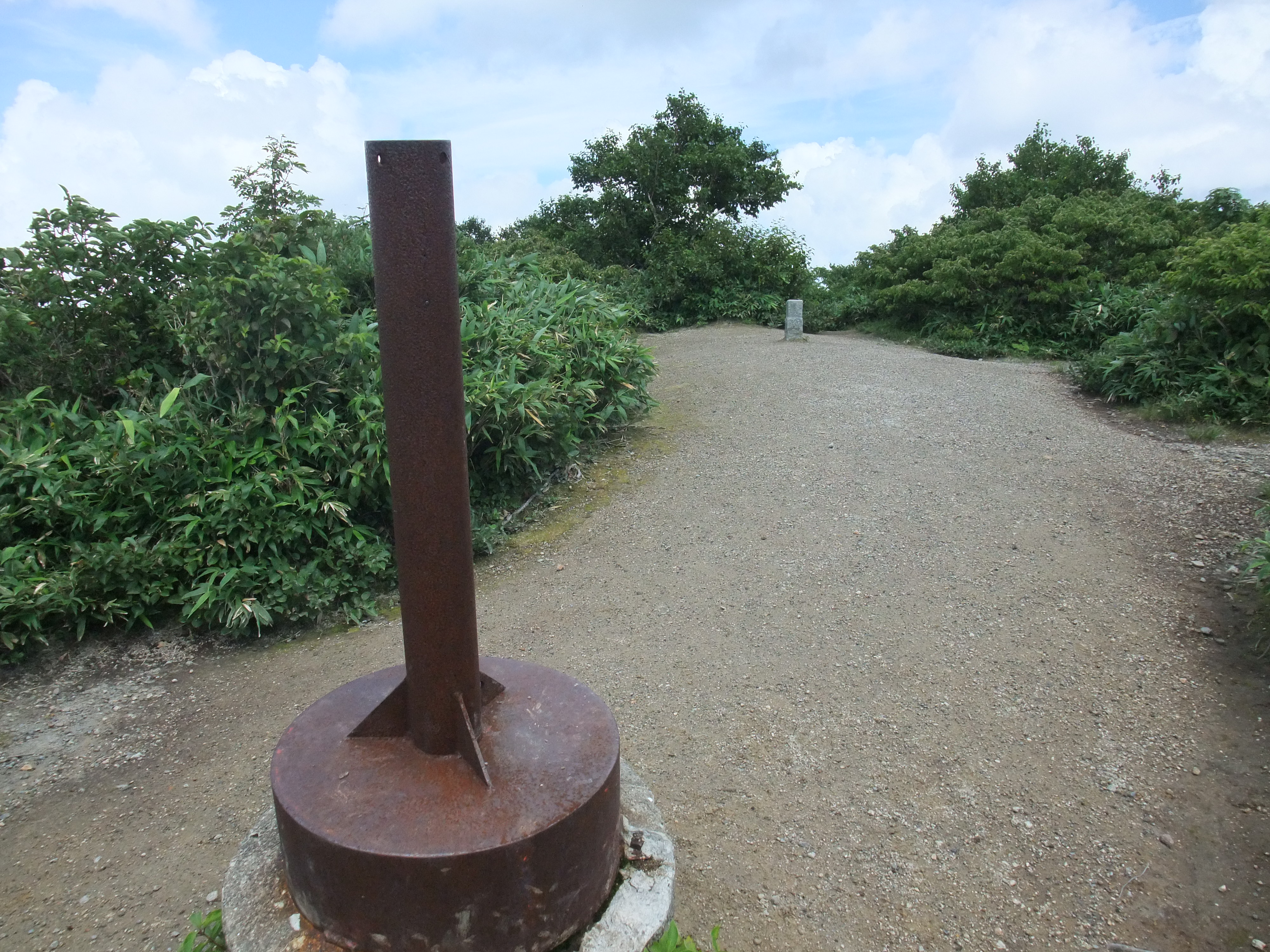
山頂